# Jianguo daye
Jianguo daye (chiń. upr. 建国大业; chiń. trad. 建國大業; pinyin Jiàngúo dàyè) – chińsko-hongkoński dramat historyczny z 2009 roku w reżyserii Hana Sanpinga i Huanga Jianxina. Akcja filmu obejmuje wydarzenia z czasów chińskiej wojny domowej w latach 1946-1949, do proklamowania Chińskiej Republiki Ludowej 1 października 1949 roku.

## Wybrana obsada
Źródło: Filmweb

- Tang Guoqiang – Mao Zedong
- Zhang Guoli – Czang Kaj-szek
- Jet Li – Chen Shaokuan
- Xu Qing – Song Qingling
- Liu Jin – Zhou Enlai
- Zhao Wei – członkini Ludowej Politycznej Konferencji Konsultatywnej Chin
- Donnie Yen – Tian Han
- Jun Hu – Gu Zhutong
- Hing Suen – Du Yuming
- Chen Kun – Chiang Ching-kuo
- Wang Wufu – Zhu De
- Jackie Chan – dziennikarz

## Odbiór
Jianguo daye był na pierwszym miejscu listy z największymi lokalnymi przebojami wszech czasów w chińskich kinach. Przez miesiąc zarobił 410 000 000 juanów.
W 2009 Zhao Wei została nominowana do nagrody Golden Phoenix Award w kategorii Special Jury Award. W 2010 roku film został nominowany do nagrody Hong Kong Film Award w kategorii Best Asian Film. Film zdobył także nagrodę Hundred Flowers Award w kategorii Best Film i Best Supporting Actress (Xu Qing) oraz nominację w kategorii Best Actor (Zhang Guoli) i Best Director (Huang Jianxin i Han Sanping).